# Lisówka
Lisówka (deutsch Fuchshöfen) war ein kleines Dorf in der polnischen Woiwodschaft Ermland-Masuren. Es gehörte zum Schulzenamt Kinkajmy (Kinkeim)innerhalb  der Gmina Bartoszyce (Landgemeinde Bartenstein) im Powiat Bartoszycki (Kreis Bartenstein (Ostpr.)).

## Geographische Lage
Die Ortsstelle von Lisówka liegt südlich der Alle (polnisch Łyna) und auch südlich der bis 2004 betriebenen Bahnstrecke (Königsberg–) Preußisch Eylau−Bartenstein–Lyck. Die frühere und heute auf russischem Hoheitsgebiet gelegene Kreisstadt Friedland (russisch Prawdinsk) liegt 26 Kilometer in nördlicher Richtung, die heutige Kreismetropole Bartoszyce sechs Kilometer in östlicher Richtung entfernt.

## Ortsname
Den deutschen Ortsnamen Fuchshöfen, wie er bis 1945 existierte, gab es in unterschiedlichen Variationen: Fuchshouen (vor 1570), Fuchshoeff (vor 1774) und Fuchshoefen (vor 1820). In Nordostpreußen gab es im Kreis Königsberg (Samland) es einen weiteren Ort namens Fuchshöfen, der heute russisch Slawjanskoje heißt.
Die polnische Ortsbezeichnung erinnert an den Namen „Lisówka pomarańczowa“, wie in Polen der Falsche Pfifferling genannt wird.

## Geschichte
Vor 1874 war die damals Fuchshöfen Ortschaft lediglich ein kleines Vorwerk des Gutsdorfes Kinkeim (polnisch: Kinkajmy). Am 30. Juni 1874 wurde es aus dem Gutsbezirk Kinkeim herausgelöst und zu einem eigenen Gutsbezirk erhoben. Er gehörte bis 1945 zum Amtsbezirk Kinkeim im Kreis Friedland (1927 bis 1945 Landkreis Bartenstein (Ostpr.)) im Regierungsbezirk Königsberg der preußischen Provinz Ostpreußen. Am 1. Dezember 1910 zählte Fuchshöfen 72 Einwohner.
Am 30. September 1928 gab Fuchshöfen seine Eigenständigkeit wieder auf, als es sich mit der Landgemeinde Aßmanns (polnisch Witki) und den Gutsbezirken  Mekienen (Mekiny) und Tromitten (Tromity) zur neuen Landgemeinde Tromitten zusammenschloss.
Fuchshöfen kam infolge des Zweiten Weltkrieges zur Volksrepublik Polen und erhielt 1945 den Namen „Lisówka“. Der Ort war eine kleine „Siedlung“ (Osada) und gehörte zum Schulzenamt Kinkajmy (Kinkeim) der Landgemeinde Bartoszyce im gleichnamigen Powiat der Woiwodschaft Ermland-Masuren (1975–1998: Woiwodschaft Olsztyn). Seit 2011 wird Lisówka als Ort nicht mehr offiziell erwähnt und gilt als untergegangen.

## Religion
Vor 1945 war die Bevölkerung Fuchshöfens nahezu ausnahmslos evangelischer Konfession. Der Ort war in das Kirchspiel der Stadtkirche Bartenstein (polnisch: Bartoszyce) eingepfarrt und gehörte bis 1927 zum Kirchenkreis Friedland (Ostpreußen) (heute russisch Prawdinsk), danach zum Kirchenkreis Bartenstein innerhalb der Kirchenprovinz Ostpreußen der Kirche der Altpreußischen Union.
Heute ist die überwiegende Mehrheit der Einwohnerschaft Lisówkas römisch-katholischer Konfession. Der Bezug zur Pfarrei in Bartoszyce ist wie vor 1945 geblieben, doch ist diese nun in das Dekanat Bartoszyce im Erzbistum Ermland der Katholischen Kirche in Polen eingebunden. In Lisówka lebende evangelische Kirchenglieder haben ebenfalls ihre nun lutherische Kirche in Bartoszyce, die jetzt eine Filialkirche der Pfarrei in Kętrzyn (Rastenburg) in der Diözese Masuren der Evangelisch-Augsburgischen Kirche in Polen ist.

## Verkehr
Lisówka liegt nördlich der polnischen Woiwodschaftsstraße 592 (frühere deutsche Reichsstraße 135) und ist über den Abzweig Kinkajmy (Kinkeim) in Richtung Tromity (Tromitten) zu erreichen. Nach Schließung der Bahnstrecke war die Lisówka am nächsten gelegene Bahnstation Wiatrowiec (Wöterkeim) ohne Funktion. Seither fehlt ein Bahnanschluss.

## Söhne und Töchter der Gemeinde
- Siegfried Neumann (1934–2025), niederdeutscher Volkskundler in Rostock